# Augerville-la-Rivière
 Augerville-la-Rivière  es una comuna y población de Francia, en la región de Centro, departamento de Loiret, en el distrito de Pithiviers y cantón de Puiseaux. Está integrada en la Communauté de communes du Canton de Puiseaux .

## Demografía
| 177 | 165 | 165 | 164 | 170 | 197 |
| Para los censos de 1962 a 1999 la población legal corresponde a la población sin duplicidades (Fuente: INSEE [Consultar]) |     |     |     |     |     |